# ルイ2世 (フランドル伯)
ルイ2世（Louis II, 1330年10月25日 - 1384年1月30日）は、フランドル伯（在位：1346年 - 1384年）。ヌヴェール伯・ルテル伯（ルイ3世、在位：同）、ブルゴーニュ伯（ルイ1世、在位：1382年 - 1384年）、アルトワ伯（ルイ3世、在位：同）でもあった。父はフランドル伯ルイ1世、母はフランス王フィリップ5世の次女マルグリット。生誕地のマール（ブルッヘから2kmの城館）から取ってルイ・ド・マール（louis de Male）とも呼ばれる。

## 生涯
1346年に父が百年戦争のクレシーの戦いで戦死したため相続、父に対して蜂起したヤコブ・ヴァン・アルテベルデに率いられて反乱を起こした都市の鎮圧に取り掛かり、1348年12月までに平定した。親フランスだった父とは異なりイングランドへ接近しつつ領土拡大を狙い、1355年に妻マルグリットの父であるブラバント公ジャン3世が死ぬと、妻の姉ジャンヌの夫のルクセンブルク公ヴェンツェル1世に戦争を仕掛け、メヘレンとアントウェルペンを獲得した。
しかし、徐々にフランスからの干渉を受けるようになり、1357年にフランス王ジャン2世の横槍で1人娘で相続人のマルグリットをブルゴーニュ公フィリップ1世と結婚させた。1361年にフィリップ1世が死去してマルグリットが未亡人となると、イングランドとの政略結婚を目論み1363年にマルグリットをイングランド王エドワード3世の息子ケンブリッジ伯エドマンド・オブ・ラングリーと再婚させようとするが、フランス王シャルル5世が教皇ウルバヌス5世に要請して婚姻の無効を宣言、縁談は成立しなかった。
フランドルをイングランドの橋頭堡にさせたくないシャルル5世は弟でブルゴーニュ公フィリップ2世（豪胆公）とマルグリットを結婚させようと図り、ルイ2世は初め反対していたが、母に説得されたこと、シャルル5世がリール・ドゥエー・オルシーを割譲したことで承諾、1369年にマルグリットと豪胆公を結婚させた。
1375年、レイエ川の運河開削を巡りヘントで反乱が起こり、イーペル、ブルッヘも呼応して拡大するとこれを鎮圧したが、頑強に抵抗するヘントが1382年にヤコブ・ヴァン・アルテベルデの息子フィリップ・ヴァン・アルテベルデを擁立してフランドル軍を打ち破ると反乱軍が息を吹き返し、ルイ2世はリールへ逃亡して婿の豪胆公の助けを求めた。豪胆公はすぐさま甥のフランス王シャルル6世の援助を受けて出兵、ローゼベーケの戦いでアルテベルデを討ち取り反乱を鎮圧した。2年後の1384年にルイ2世は53歳で死去、遺領は豪胆公・マルグリット夫妻に相続された。

## 家族
1347年にブラバント公ジャン3世の次女マルグリットと結婚、2男1女を儲けた。
- ピエール - 夭折
- シャルル - 夭折
- マルグリット3世（1350年 - 1405年） - ブルゴーニュ公フィリップ1世と結婚、死別後ブルゴーニュ公フィリップ2世と再婚